# Kenny Baker
Kenneth George Baker (24 tháng 8 năm 1934 – 13 tháng 8 năm 2016) là một nam diễn viên, nhạc sĩ người Anh Quốc. Ông được biết đến nhiều qua vai R2-D2 trong loạt phim điện ảnh Star Wars.

## Thời thơ ấu
Baker sinh ra tại Birmingham, Warwickshire, Anh Quốc. Ông có chiều cao 1,12 m.